# Gỗ thánh
Gỗ thánh, tên khoa học Bulnesia sarmientoi, là một loài thực vật có hoa trong họ Zygophyllaceae. Loài này được Lorentz ex Griseb. miêu tả khoa học đầu tiên năm 1879.